# Тиоцианат галлия(III)
Тиоцианат галлия(III) — неорганическое соединение, 
соль галлия и роданистоводородной кислоты с формулой Ga(NCS)3,
светло-жёлтые кристаллы,
растворяется в воде,
образует кристаллогидраты.

## Получение
- Обменная реакция между сульфатом галлия и тиоцианатом бария:

{\displaystyle {\mathsf {Ga_{2}(SO_{4})_{3}+3Ba(NCS)_{2}\ {\xrightarrow {}}\ 2Ga(NCS)_{3}+3BaSO_{4}\downarrow }}}

## Физические свойства
Тиоцианат галлия(III) образует жёлтые кристаллы — кристаллогидрат состава Ga(NCS)3•3H2O.
Растворяется в воде и органических растворителях (например в диэтиловом эфире).

## Химические свойства
- С тиоцианатами щелочных и щелочноземельных металлов образует комплексные соли:

{\displaystyle {\mathsf {Ga(NCS)_{3}+NaNCS\ {\xrightarrow {}}\ Na[Ga(NCS)_{4}]}}}
{\displaystyle {\mathsf {Ga(NCS)_{3}+3KNCS\ {\xrightarrow {}}\ K_{3}[Ga(NCS)_{6}]}}}